# Israel « Cachao » López
Pour les articles homonymes, voir López.
Israel « Cachao » López (né le 14 septembre 1918 à La Havane, la capitale de Cuba et mort le 22 mars 2008 à Coral Gables en Floride aux États-Unis) était un contrebassiste et compositeur cubain de génie, considéré comme l'« inventeur » du mambo.  Auteur de centaines de chansons pour divers groupes et orchestres, Israel "Cachao" Lopez a joué aux Etats-Unis avec des stars de la musique cubaine comme Tito Puente, Eddie Palmieri ou Gloria Estefan. Il a son étoile sur le Hollywood Walk of Fame. 

## Biographie
Israel López Valdés plus connu sous le nom de Cachao est né le 14 septembre 1918 à La Havane dans une famille de musiciens, il était déjà un contrebassiste accompli, de formation classique, dans son adolescence. Il a commencé ses études de piano avec Carlos González ; plus tard, il sera l'élève de contrebasse de son père, Pedro López et de son frère Orestes López.
En 1930, il entre à l'Orchestre philharmonique de La Havane en tant que contrebassiste, sous la direction d'Erich Kleiber, Herbert von Karajan, Thomas Beecham, Igor Stravinsky, Heitor Villa-Lobos et Antal Doraty.
En 1932, il rejoint la charanga López Barroso dirigée par Orestes López, et successivement celles dirigées par Tomás Corman, José Antonio Díaz, Fernando Collazo, Maravillas del Siglo, Marcelino González, Ernesto Muñoz, Antonio María Cruz, et en 1937, Arcaño y sus Maravillas, avec qui il restera jusqu'en 1949.
Il voyage en 1954 et 1957 au Venezuela avec l'orchestre Fajardo y sus Estrellas ; Au cours de cette dernière année, il enregistre avec un groupe de musiciens cubains ce que l'on appellera plus tard des jam sessions, ce qui le rendra célèbre aux États-Unis et dans les pays des Caraïbes et d'Amérique latine,.
Il a acquis une renommée mondiale en tant que musicien et compositeur de mambo et de latin jazz. Après avoir quitté Cuba en 1962 pour l'Espagne, trois ans après la révolution cubaine. 
Il a remporté plusieurs Grammy Awards en tant que compositeur et bassiste pour d'autres artistes tels que Gloria Estefan.
En 1995, il remporté un Grammy avec Master Sessions Volume 1 et en 2005 avec ¡Ahora Si!.
Il a partagé les scènes avec Celia Cruz et son mari Pedro Knight, ainsi qu'avec le tromboniste Generoso Jiménez.
En 2003, il a remporté le Latin Grammy du meilleur album tropical traditionnel au sein du Bebo Valdés Trio avec Bebo et Patato Valdés pour El Arte Del Sabor. 
Son neveu, Orlando « Cachaíto » López est également contrebassiste et a joué dans le Buena Vista Social Club.
L'acteur Andy García a produit le documentaire Cachao ... Como Su Ritmo No Hay Dos en 1993.
Le 7 novembre 2006, il reçoit un doctorat honorifique en musique du Berklee College of Music au cours de la célébration de la culture latine de Berklee.
Cachao López meurt le 22 mars 2008, à l'âge de 89 ans, à Coral Gables, en Floride, à la suite de complications résultant d'une insuffisance rénale. 

## Héritage musical
Sa carrière musicale, qui remonte aux années 1930, a duré plus de sept décennies et a laissé un héritage incomparable et inestimable. Tout au long de sa carrière, il a également joué et enregistré dans des styles variés allant de la musique classique à la salsa. Avec son frère Orestes López (en), il a inventé le nuevo ritmo à la fin des années 1930, qui était intégré dans les morceaux de danzón. Séparé du danzón ce rythme deviendra le mambo.